# Клефтские песни
Клефтские песни (греч. Κλέφτικο τραγούδι) сложились в Греции в конце XVIII — начале XIX века, в период борьбы греков с Турцией за свою независимость. Клефтские песни относятся к новогреческой народной поэзии.
Турецкое господство, длившееся несколько веков, однако, не привело к значительному влиянию Османской империи на греческую культуру. Впрочем, живое поэтическое слово существовало лишь в неписаном виде в народных песнях клефтов и маниотов, свободных жителей гор, которые избегали всякого подчинения. Авторство первых клефтских песен приписывается именно горным жителям островов, которые скрывались от турецких властей и которые получили от иностранцев название «разбойников-грабителей». Европейская революционная молодежь начала XIX века создала вокруг клефтов ореол героической романтики.
Собственно клефтские песни воспевают подвиги клефтов и их жизнь, полную приключений и преследований со стороны турецких властей. Обычно заодно со свободными клефтами выступали против турок и арматолы (им турки поручали полицейскую охрану). Поэтому «арматол» в песнях часто употребляется как синоним «клефтов». Из клефтских песен наиболее популярны «Букуваллас» (по имени старшего клефта, который был родом из Аркадии, который одержал со своими отрядами блестящую победу над армией Вели, дедом знаменитого янинского Али-Паши), «Сулы» (воспевается коллектив сел во главе с величайшим из них — «Сулы», который вел на протяжении тридцати лет, с 1790 года, успешную борьбу с 50-тысячным войском янинского Али-Паши), «Даспи», «Братья Катсуагас», а также песни, посвященные Диакосу, легендарному клефту. Последний владел исключительными качествами, физическими и моральными, ему приписывается первенство в подготовке и осуществлении восстания против турецкого владычества. Диакосу как национальному герою в новогреческой истории ряд поэтов посвятили свои поэмы.
Народные клефтские песни изобилуют турецкими и многими итальянскими словами, вошедшими в обиход греческого языка, однако существенного же влияния на построение стиха новогреческого песни иностранные соседи не имели. Насколько сильно росли революционные настроения среди новогреков, видно из героического заговора против турецкого владычества, организованного фессалийцем из села Велестино — поэтом Ригасом Велестинлисом. Заговор был раскрыт, а Ригас — расстрелян. Его «Пламенный гимн», хотя и не отличался большими художественными достоинствами, стал наиболее популярной песней новогреков, а стихотворение:
«Лучше час свободы,
Сорока лет тюрьмы и рабства…»
стал девизом борцов за независимость Греции.
Клефтская поэзия оказала влияние на целое следующее поколение новогреческих поэтов, так называемую, Ионическую литературную школу. К ней относились последователи Дионисиоса Соломоса, а именно Георгиос Терцетис, Андреас Ласкаратос, Юлиос Типалдос, Герасимос Маркорас, Иаковос Полилас, Георгиос Калосгурос. К поэтам героических сюжетов относится также и романтик Аристотель Валяоритис (1829—1879), поэзия которого в основе своей полностью выросла на клефтских песнях.